# Xtreme Quality Mixtape
Xtreme Quality Mixtape è il secondo mixtape dei rapper italiani Canesecco e Gemitaiz, pubblicato il 28 maggio 2011 dalla Honiro.

## Tracce
1. X-Treme Team – Welcome (prod. by Don Joe) – 3:00
2. X-Treme Team – Un altro cuore – 3:38
3. X-Treme Team – Gira – 3:29
4. Cane Secco – Tutto fatto – 3:16
5. Gemitaiz – Come un jet – 2:49
6. Cane Secco – Mentre fumo – 2:48
7. Gemitaiz – Passatempo – 3:15
8. X-Treme Team – Boom (feat. Gose) – 3:06
9. Cane Secco – Nel nulla (prod. Don Joe) – 3:16
10. Gemitaiz – Canzone triste – 3:24
11. Dolore nelle rime (prod. by 3D) – 2:41
12. Cane Secco – Ascolta – 2:57
13. Gemitaiz – Fuoriclasse (feat. MadMan) – 2:48
14. X-Treme Team – Hai detto bene (feat. Emis Killa) – 2:54
15. Cane Secco – So Crazy – 3:16
16. Gemitaiz – Fan culo – 4:23
17. X-Treme Team – So Cold (feat. Ensi) – 3:59
18. X-Treme Team – Più facile (prod. Don Joe) – 3:03